# 以扫
以掃（希伯來語：עֵשָׂו），天主教譯為厄撒烏。根据圣经创世記的记载，以扫是以撒和利百加所生的长子，出生时“身体发红”，身体强壮而多毛，善于打猎，心地直爽，常在野外，更得父亲以撒的欢心；孪生兄弟雅各为人安静，常在帐棚裡，更受母亲利百加的偏爱。以扫因为「一碗红豆汤」而随意地将长子的名份「卖」给了雅各 。（创世記 25:29-34）。后来虽然为了继承权兄弟反目，但最终和好。
以掃生以利法、流珥、耶烏施、雅蘭、可拉。

## 人物介紹
以扫是以东人的始祖，以东的意思是「红」。来自「一碗红豆汤」的典故（创世記25:27-34），以东人後來被同化為阿拉伯人。但《古兰经》描述以扫心地险恶，认为阿拉伯人的祖先是以撒的同父异母哥哥以實瑪利。
补充：以东的意思是「红」，来自以扫的肤色。（创世記25:25）
这二种说法都有圣经根据，分别在于：
1. 以外观为依据（以扫肤色从出生开始就通红）
2. 以记仇为依据（因为被红豆汤换去长子身份）